# Cyril Auvity
Cyril Auvity (ur. 1977) – francuski tenor specjalizujący się w muzyce dawnej.
Absolwent uniwersytetu i konserwatorium w Lille. Śpiewać zaczął w chórze Petits Chanteurs à la Croix de Bois. Na scenie debiutował w 2000 roku. Na festiwalu w Aix-en-Provence wystąpił w partii Telemacha w operze „Ritorno d’Ulisse in patria” Monterverdiego wystawianej przez Williama Christie.
W swojej karierze scenicznej współpracował z takimi dyrygentami jak Christopher Hogwood, Marc Minkowski, Gabriel Garrido, Emmanuelle Haïm, Ottavio Dantone, Jordi Savall czy Antonio Florio. Występował w „Perseuszu” Lully’ego i „Fairy Queen” Purcella wystawianych przez Christophe Rousseta. Śpiewał w operach realizowanych przez Williama Christie i Les Arts Florissants – „Dawidzie i Jonatanie” Charpentiera, „Atysie” Lully’ego i wystawianej w madryckim Teatro Real trylogii Monteverdiego.

## Dyskografia

### CD
- 2002 – Les Divertissements De Versailles. Jean-Baptiste Lully (Erato)
- 2004 – Missa Pro Defunctis. François-Joseph Gossec (K 617)
- 2004 – King Arthur. Henry Purcell (Glossa)
- 2006 – L’irato Ou L’emporte. Étienne-Nicolas Méhul (Capriccio Records)
- 2007 – Callirhoé. André Cardinal Destouches (Glossa)
- 2008 – Tristes Déserts. Marc-Antoine Charpentier (Zig-Zag Territoires)
- 2008 – La Morte D’orfeo. Stefano Landi (Zig-Zag Territoires)
- 2008 – 200 Years of Music at Versailles – A Journey to the Heart of French Baroque. (Centre De Musique Baroque De Versai)
- 2009 – Teatro D’amore. Claudio Monteverdi (Virgin Classics)
- 2010 – Barbara ninfa ingrata. Giovanni Bononcini (Zig-Zag Territoires)

### DVD
- 2004 – Il ritorno d’Ulisse in patria. Claudio Monteverdi (EMI Classics)
- 2006 – Persée. Jean-Baptiste Lully (EuroArts) – partia tytułowa[1]
- 2010 – Il Ritorno D’ulisse In Patria. Claudio Monteverdi (Dynamic)